# The Mothers of Invention
The Mothers of Invention američki je rock sastav koji je aktivno djelovao od 1960. do 1970. godine. Glavna osoba koja je obilježila sastava bio je legendarni Frank Zappa, koji ih predvodi jedno desetljeće i zajedno s njima ostvario veliku popularnost.

## Povijest sastava
U početku su se zvali 'The Soul Giants', a članove sastava su tada činili, bubnjar Jimmy Carl Black, bas-gitara Roy Estrada, saksofonist Davy Coronado, gitara Ray Hunt i vokal Ray Collins. Godine 1964. napušta ih Hunt i na njegovo mjesto dolazi Zappa koji ubrzo postaje prvi čovjek sastava.
Kasnije 1965. godine kratko ih posjećuje veliki glazbeni producent Tom Wilson i nudi im suradnju uz ugovorenu cijenu od 2 500 $.
The Mothersi i Wilson troše nekoliko mjeseci, tisuće sati i mnogo novaca na snimanje njihovog prvog dvostrukog LP-a, pod imenom Freak Out!. Album je izdan od kompanije 'MGM' ali pod uvjetom da promjene ime u The Mothers of Invention što oni prihvaćaju i od 1966. godine kada im izlazi album prvijenac tako se i zovu.
Kompanija MGM album Freak Out! prodaje u više od 30.000 primjeraka. The Mothers of Invention nastavljaju sa snimanjem, pa godine 1967. objavljuju svoj drugi album Absolutely Free, a 1968. godine, album We're Only in It for the Money, kojeg zajedno s Wilsonom producira i uređuje Frank Zappa.
Godine 1969. Mothersi se raspadaju. Roy Estrada odlazi u sastav 'Little Feat' (blues, R&B, country) zajedno s 'Lowellom Georgeom' koji je u Mothersima bio 5-6 mjeseci od kasne 1968. do 1969. godine. Zappa 1970. godine ponovo formira The Motherse s novim glazbenicima, a oni su, bubnjar Aynsley Dunbar, klavijature George Duke, puhački instrumenti Howard Kaylan i vokal Mark Volman.
Ubrzo iste godine izdaju novi album Chunga's Revenge kojeg je inače Zappa napravio isključivo za sebe. Kasnije izlaze i dva uživo albuma, Fillmore East – June 1971 i Just Another Band from L.A.
Zappa trajno odlazi iz sastava 1975. godine. Kasnije 1980. godine Jimmy Carl Black, Don Preston i Bunk Gardner s ostalim članovima The Mothersa, povremeno se okupljaju i nastupaju pod imenom 'The Grandmothers' ili 'The Grande Mothers Re:Invented'. Izvodeći uglavnom pjesme Franka Zappee i Captaina Beefhearta po dobro poznatim originalnim blues standardima.

## Diskografija
- Freak Out! (1966.)
- Absolutely Free (1967.)
- We're Only in It for the Money (1968.)
- Cruising with Ruben & the Jets (1968.)
- Uncle Meat (1969.)
- Mothermania (1969.)
- Burnt Weeny Sandwich (1970.)
- Weasels Ripped My Flesh (1970.)
- Fillmore East – June 1971 (1971.)
- 200 Motels (1971.)
- Just Another Band from L.A. (1972.)
- Over-Nite Sensation (1973.)
- Apostrophe (') (1974.)
- Roxy & Elsewhere (1974.)
- One Size Fits All (1975.)
- Bongo Fury (1975.)
- The Grandmothers (1980.), bez Frank Zappe
- You Can't Do That on Stage Anymore, Vol. 1 (1988.)
- You Can't Do That on Stage Anymore, Vol. 2 (1988.)
- You Can't Do That on Stage Anymore, Vol. 3 (1989.)
- You Can't Do That on Stage Anymore, Vol. 4 (1991.)
- Beat the Boots (1991.), 8 CD-va
- Beat the Boots II (1992.), 7 CD-va
- You Can't Do That on Stage Anymore, Vol. 5 (1992.)
- You Can't Do That on Stage Anymore, Vol. 6 (1992.)
- Playground Psychotics (1992.)
- Ahead Of Their Time (1993.)
- The Lost Episodes (1996.)
- Mystery Disc (1998.)
- Joe's Corsage (2004.)
- The Making Of Freak Out! Project/Object (2006.)

## Videografija
- 200 Motels (1971.)
- The Dub Room Special (1982.)
- Video From Hell (1987.)
- Uncle Meat (film)|Uncle Meat (1987.)
- The True Story of Frank Zappa's 200 Motels (1989.)

## Vanjske poveznice
- Jimmy Carl Black website